# Mini Coupé
Mini Coupé – samochód sportowy klasy aut miejskich produkowany przez brytyjską markę Mini w latach 2011 – 2015. Otwarta wersja nosiła nazwę Roadster.

## Historia i opis modelu

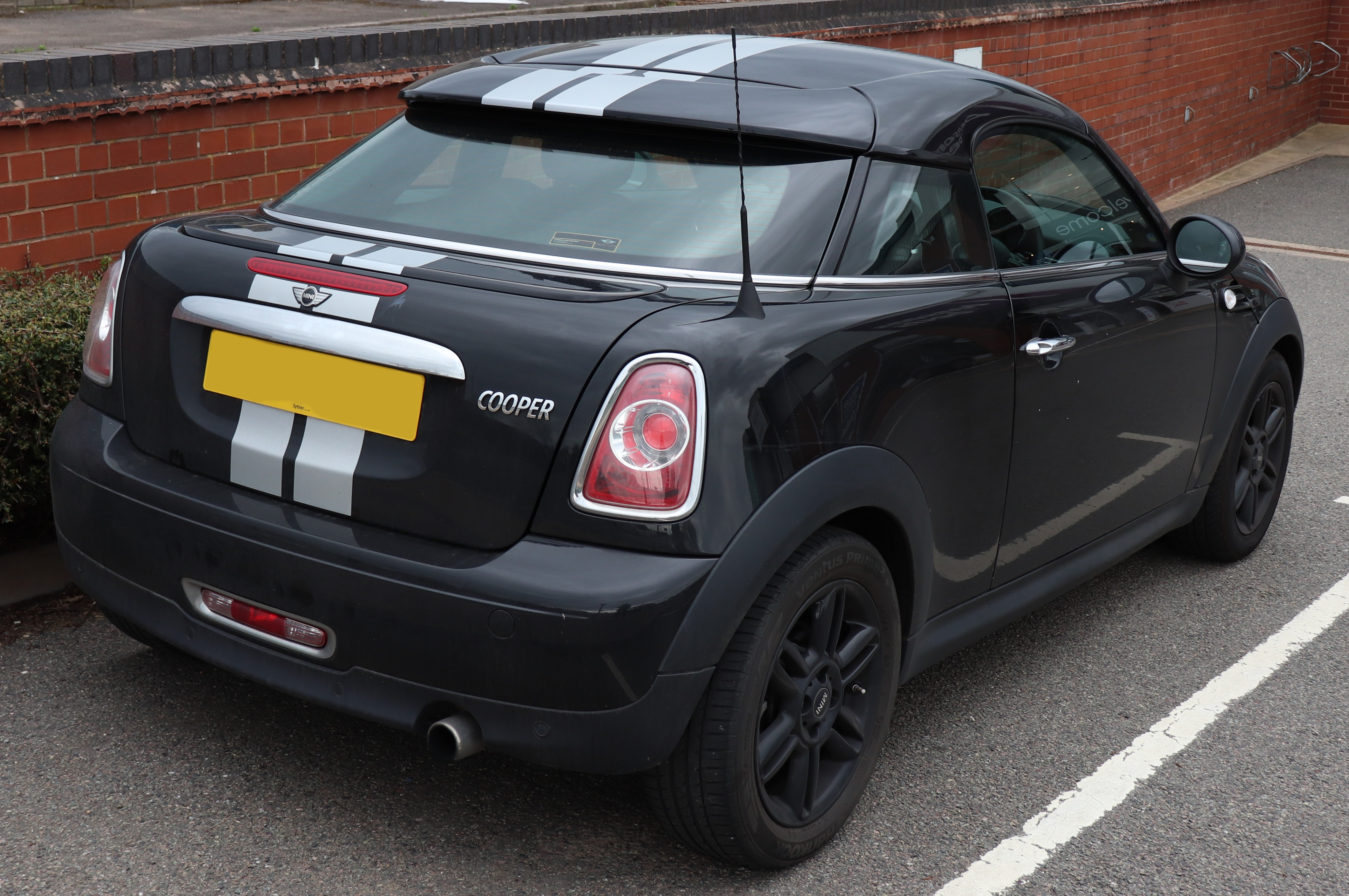
Mini Coupé - tył

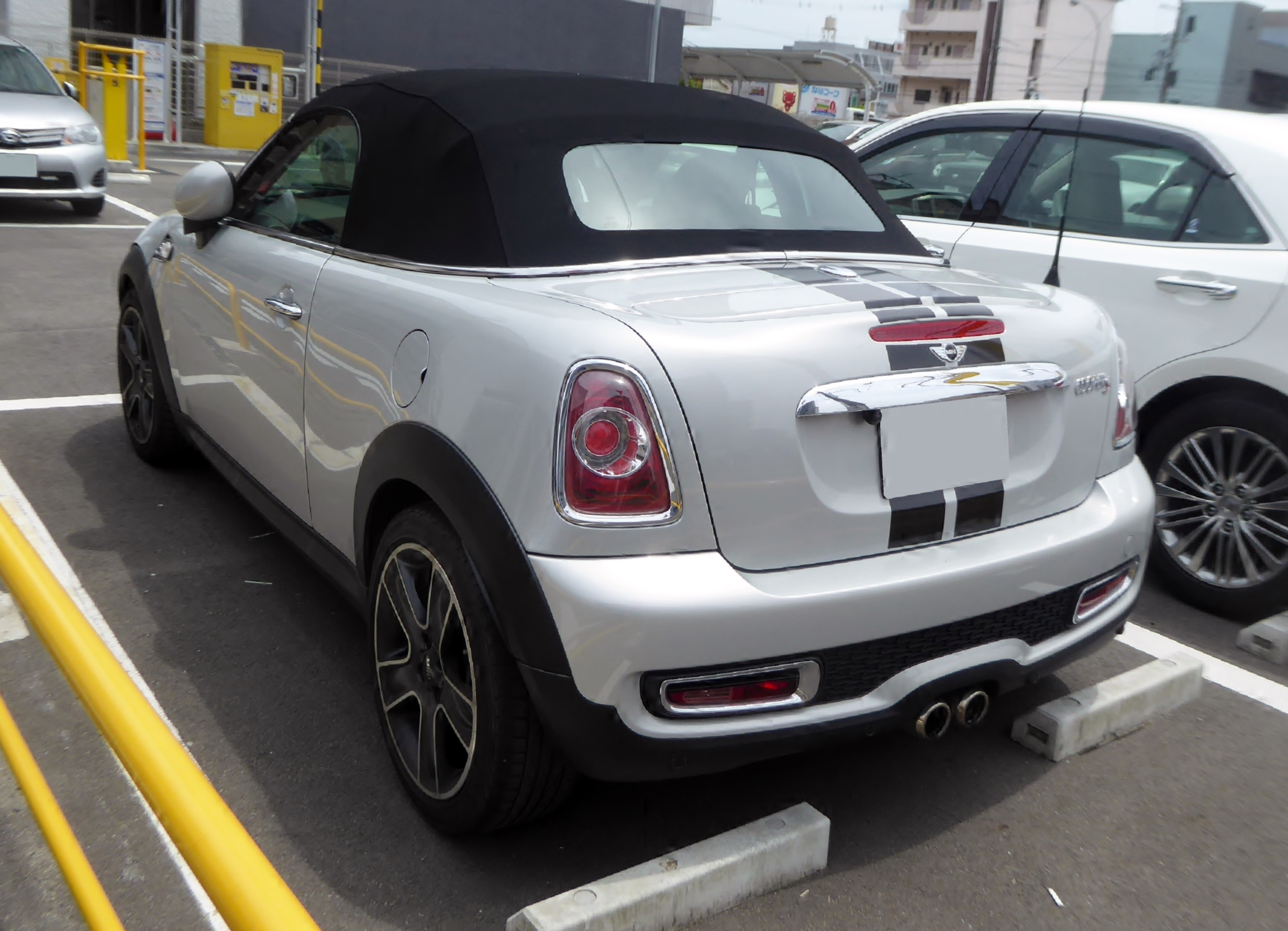
Mini Roadster

Pojazd został zaprezentowany w 2011 roku podczas Frankfurt Motor Show. W tym samym roku trafiło do produkcji. Jest to pierwsze Mini które posiada bryłę nadwozia 2-drzwiowego coupé. Auto jest niższe od o 29 mm i dłuższe o 11mm w stosunku do wersji hatchback. Charakterystyczną cechą auta jest szybko opadająca linia dachu, typowe zjawisko w samochodach tego segmentu. Pojazd ten posiada również automatycznie wysuwający się tylny spojler który aktywuję się po przekroczeniu 80km/h. poprawia on nieco docisk tylnej osi przy większych prędkościach. Do napędu tego modelu można wybrać jeden z trzech jednostek spalinowych, dwóch benzynowych i jednego diesla.
Produkcja Mini Coupé i otwartej wersji Roadster została zakończona pod koniec 2015 roku z powodu niskiej sprzedaży.

### Silniki
- 1.6 122KM (wersja Cooper)
- 1.6T 184-211KM (wersja Cooper S i John Cooper Works)
- 2.0TD 143KM (wersja Cooper SD)

### Wyposażenie
Każdy silnik występuje z 6 stopniową skrzynią manualną lub automatem Steptronic (dla wersji John Cooper Works od 2013 roku). Każde Mini Coupé jest wyposażone w system kontroli stabilności Dynamic Stability Control, 4 poduszki powietrzne, alufelgi, czujniki parkowania, sportowe fotele, skórzaną kierownicę i radio z CD oraz klimatyzację (nie dla wersji Cooper). Wersja John Cooper Works ma na wyposażeniu system kontroli trakcji Dynamic Traction Control.